# Chitose (1936)
„Chitose” (jap. 千歳) – transportowiec wodnosamolotów, a następnie lekki lotniskowiec japońskiej Cesarskiej Marynarki Wojennej, z okresu II wojny światowej. 

## Historia powstania
„Chitose” był głównym okrętem składającego się z dwóch jednostek typu „Chitose”. Były to pierwsze japońskie duże transportowce wodnosamolotów specjalnej budowy, zaprojektowane w pierwszej połowie lat 30. Przy tym, przewidziano możliwość ich przebudowy w przyszłości na lotniskowce.
„Chitose” został zamówiony w ramach programu finansowego z 1934 roku. Stępkę pod budowę położono 26 listopada 1934 w Stoczni Marynarki w Kure, kadłub wodowano 29 listopada 1936, a okręt oddano do służby 25 lipca 1938.
Po utracie kilku lotniskowców w toku działań wojennych, zdecydowano przebudować oba okręty typu „Chitose” na lotniskowce, co przeprowadzono w 1943. „Chitose” otrzymał pokład startowy o rozmiarach 180 x 23 m i jednopiętrowy hangar z dwoma podnośnikami. Dla polepszenia stateczności i obrony przeciwtorpedowej, kadłub otrzymał po bokach bąble przeciwtorpedowe. Okręt miał dwa kominy wychodzące poziomo pod poziomem pokładu lotniczego na prawą burtę: dziobowy odprowadzający dym z kotłów i rufowy, odprowadzający spaliny silników. Uzbrojenie artyleryjskie stanowiły cztery podwójne stanowiska dział uniwersalnych 127 mm (po dwa na burtę) i 30 działek automatycznych 25 mm, w potrójnych stanowiskach. Liczbę działek później zwiększono do 48. 

## Służba

### Przed wojną i pierwszy etap wojny 1941–1942
15 listopada 1939 „Chitose” został okrętem flagowym 17 Eskadry Transportowców Wodnosamolotów nowo utworzonej 4 Floty stacjonującej w atolu Truk (w skład eskadry weszły też „Kinugasa Maru” i „Kamoi”). Przed wybuchem wojny na Pacyfiku załogi okrętów między innymi zajmowały się rozbudową baz wodnosamolotów na dostępnych dla Japończyków wyspach Pacyfiku (w Truk, Palau, Kwajalein i na Saipanie). Wyposażenie lotnicze obejmowało początkowo wodnosamoloty Typ 94 Kawanishi E7K2 (Alf) i Typ 95 Nakajima E8N2 (Dave).
W listopadzie 1941 „Chitose” wszedł w skład 11 Eskadry Transportowców Wodnosamolotów wraz z „Mizuho”. Tuż przed wybuchem II wojny światowej na Pacyfiku, 2 grudnia 1941 okręty te znalazły się na Palau i zostały przydzielone do wsparcia lądowania na południowych Filipinach, w składzie 2 Floty. 8 grudnia wyruszyły w celu wsparcia zespołu kontradmirała Kyuji Kubo i 11-12 grudnia osłaniały lądowanie w Legazpi. W dniach 20-25 grudnia „Chitose” wspierał lądowanie w Davao i Jolo.
26 grudnia „Chitose” został przydzielony do Sił Holenderskich Indii Wschodnich i działał następnie w styczniu-lutym 1942 na ich wodach. Wspierał m.in. desanty na Manado (styczeń), Kendari (23-24 stycznia), Ambon (31 stycznia), Makasar (6-10 lutego). 10 lutego „Chitose” został lekko uszkodzony w nalocie trzech amerykańskich bombowców LB-30 Liberator z 19 Grupy Bombowej z Malang na Jawie, w Cieśninie Makasar, na południe od Celebes. 14 lutego „Chitose” wspierał operacje przeciw Surabai i powtórnie pod koniec lutego. Od 28 lutego wspierał inwazję na Jawę (Batavia, Merak, Bantam Bay i Eretenwetan).
1 marca 1942 wodnosamolot F1M2 z „Chitose” wykrył amerykański niszczyciel USS „Pope”, po czym dziesięć wodnosamolotów tego typu z „Chitose” zbombardowało go i uszkodziło bliskim trafieniem bomby, przez co musiał się zatrzymać i został później zatopiony przez samoloty z lotniskowca „Ryūjō” i okręty japońskie.
Od 29 marca 1942 „Chitose” brał udział w operacji zajęcia holenderskiej Nowej Gwinei, w składzie zespołu kontradm. Fujity. Przez kolejne trzy tygodnie działał tam, wspierając zdobywanie kolejnych miejscowości i wysp. 1 maja 1942 powrócił do Sasebo w Japonii na remont. W tym miesiącu został okrętem flagowym 11 Dywizjonu Transportowców Wodnosamolotów, w składzie Sił Wysuniętych.
Następnie, począwszy od 28 maja 1942 „Chitose” brał udział w operacji MI, zakończonej powietrzno-morską bitwą pod Midway. Wchodził w skład Sił Inwazyjnych wiceadm. Nobutake Kondō. 4 czerwca myśliwiec pływakowy F1M2 z „Chitose” zestrzelił łódź latającą PBY Catalina (nr P-12) z Midway. W lipcu okręt był remontowany w  Japonii.

### Działania w rejonie Wysp Salomona 1942
W związku z opanowaniem przez Amerykanów Guadalcanalu w archipelagu Wysp Salomona, „Chitose” został skierowany na południowy obszar działań, przybywając 17 sierpnia 1942 do Truk. W tym okresie był wyposażony w 14 wodnosamolotów myśliwsko-obserwacyjnych F1M2 (Pete) i 5 rozpoznawczych E13A (Jake). 
„Chitose” brał udział w bitwie koło wschodnich Wysp Salomona 24 sierpnia 1942. Wodnosamolot z „Chitose” wykrył w niej amerykańskie lotniskowce USS „Saratoga” i USS „Enterprise”. Okręt jednak został uszkodzony bliskim wybuchem bomby 454 kg z amerykańskiego bombowca SBD z „Saratogi”, po czym nabrał przechyłu i musiał być holowany do Truk przez niszczyciel „Minegumo”. Po prowizorycznych naprawach, we wrześniu 1942 okręt przeszedł do Yokosuki na dalszy remont, po czym 18 września powrócił do Truk, a następnie do Rabaulu. 
4 października 1942 pilot F1M2 z „Chitose” staranował bombowiec B-17 (załoga japońskiego samolotu uratowała się). 11 października 1942 transportowce wodnosamolotów „Chitose” i „Nisshin” w eskorcie sześciu niszczycieli odbyły rejs zaopatrzeniowy z wyspy Shortland na Guadalcanal (przylądek Tassafaronga), przewożąc cztery haubice, dwa działa polowe, jedno działo przeciwlotnicze, inne wyposażenie i 280 żołnierzy oraz dalszych żołnierzy na niszczycielach. Towarzyszył im zespół osłony admirała Gotō, który poniósł porażkę w starciu z amerykańskimi okrętami koło przylądka Ésperance. Mimo to, zespół transportowy wykonał swoje zadanie i wycofał się (jedynie dwa niszczyciele, odesłane do poszukiwań rozbitków, zatopiło amerykańskie lotnictwo).  
15 października 1942 samolot z „Chitose” wykrył amerykański konwój zaopatrzeniowy na Guadalcanal, po czym wysłane samoloty z lotniskowca „Zuikaku” zatopiły niszczyciel USS „Meredith” koło wyspy San Cristobal. 
15 listopada 1942 „Chitose” przybył do Sasebo w Japonii, gdzie przeszedł remont, połączony z trwającą ponad rok przebudową na lotniskowiec (od 26 stycznia 1943). 1 listopada 1943 został ponownie wciągnięty na listę floty jako lotniskowiec „Chitose”.  a 1 stycznia 1944). Od 17 grudnia 1943 był wyposażany w Kure. Ostatecznie przebudowę zakończono  1 stycznia 1944.

### Służba jako lotniskowiec
16 maja 1944 „Chitose” przybył na kotwicowisko Tawitawi, po czym 15 maja 1944 wyruszył stamtąd z resztą floty i w dniach 19-20 czerwca wziął udział w bitwie na Morzu Filipińskim. Nie odniósł uszkodzeń. Po bitwie powrócił do Japonii. 
20 października 1944 „Chitose” wyruszył w składzie 3 Dywizjonu Lotniskowców w rejon Filipin, po czym wziął udział w bitwie o Leyte w składzie sił przynęty wiceadm. Ozawy. 25 października w starciu koło przylądka Engaño, „Chitose” został zatopiony przez samoloty amerykańskiego zespołu TF 38 w rejonie pozycji 19°20′N 126°20′E/19,333333 126,333333. Zginął dowódca kmdr por. Yoshiyuki Kishi i 903 członków załogi, a 121 uratował niszczyciel „Shimotsuki„. 20 grudnia 1944 okręt został skreślony z listy floty.